# Plagne Bellecôte
Plagne Bellecôte is een skidorp in het Franse wintersportgebied La Plagne, deel van Paradiski. Het bevindt zich tussen 1900 en 1950 meter boven zeeniveau op het grondgebied van de gemeente La Plagne Tarentaise in het departement Savoie. Plannen voor het skidorp bestonden sinds 1968; uiteindelijk werd het opgeleverd in 1974. Het werd vernoemd naar de Bellecôte. Het skidorp werd door architect Michel Bezançon opgevat als een stuwdam die de vallei afsluit. Plagne Bellecôte bestaat uit een lange rij aaneengesloten appartementsgebouwen met in de plint winkels en horeca. Het bevindt zich een kleine kilometer ten noordwesten van het hoger gelegen Belle Plagne en anderhalve kilometer ten oosten van Plagne 1800.